# Amfiteatr im. Anny German w Zielonej Górze
Amfiteatr im. Anny German w Zielonej Górze – amfiteatr położony w parku na Wzgórzach Piastowskich, powstały na potrzeby Festiwalu Piosenki Radzieckiej na miejscu przedwojennego „teatru leśnego”. Zaprojektowany przez Zbigniewa Kmiecika, oddany do użytku 13 czerwca 1973 roku. 

## Historia
Amfiteatr zbudowany został na miejscu przedwojennego „Waldtheater”, czyli teatru leśnego, którego powstanie datuje się na koniec XIX w. W takim stanie istniał, aż do końca lat 60. XX w., kiedy to w jego miejscu wzniesiono nowy obiekt. Prace ziemne rozpoczęto w 1970 r. Wtedy to nowy obiekt wybudowali mieszkańcy w czynie społecznym. Pierwszy koncert odbył się w 1973 roku podczas IX Festiwalu Piosenki Radzieckiej. Na widowni znajdowało się 4,5 tysiąca miejsc siedzących, ale szacunkowo nowy obiekt mógł pomieścić do 5 tysięcy widzów. Powstało funkcjonalne zaplecze oraz scena przykryta dachem. Od 1987 amfiteatr nosi imię Anny German. W latach 2006–2007 wykonany został generalny remont sceny. W 2022 wpisany do ewidencji zabytków województwa lubuskiego.

## Charakterystyka
W skład kompleksu amfiteatru wchodzą: scena z otwartą widownią na ponad 4000 miejsc, sala widowiskowa pod sceną, patio wewnątrz budynku, hotelik i kawiarnia.
W amfiteatrze przyjmowano gości m.in. Festiwalu Piosenki Radzieckiej, Festiwalu Piosenki Zjednoczonej Europy, Festiwalu Pokój i Dobro, Festiwalu Tańczące Eurydyki, Festiwalu Piosenki Rosyjskiej, a obecnie Festiwalu Piosenki Dziecięcej i Młodzieżowej FUMA, Zielonogórskiej Nocy Kabaretowej KABARETOBRANIE i Międzynarodowego Festiwalu Młodych Talentów im. Anny German.
Występowali tutaj m.in.: Ałła Pugaczowa, Żanna Biczewska, Chris de Burgh, Brainstorm, Krzysztof Krawczyk, Ewa Bem, Edyta Górniak, Stan Borys, Piotr Rubik, Cesaria Evora, Kayah, Kate Ryan, Stachursky, Kult, kabarety Ani Mru Mru, Paranienormalni, Neo-Nówka, Piotr Bałtroczyk, a karierę zaczynali tu m.in.: Michał Bajor, Małgorzata Ostrowska, Majka Jeżowska, Felicjan Andrzejczak, Janusz Panasewicz.
Amfiteatrem w imieniu miasta zarządza Zielonogórski Ośrodek Kultury, który w nim ma swoją siedzibę.
W 2019 prezydent miasta Janusz Kubicki przedstawił koncepcję, aby w miejscu amfiteatru powstała nowoczesna hala widowiskowo-kongresowa. 17 lutego 2020 ogłoszono wyniki konkursu architektonicznego na projekt modernizacji amfiteatru. Na bazie obecnego obiektu miała powstać sala koncertowo-konferencyjna na ok. 1,8 tys. osób. Koncepcja zastąpienia amfiteatru salą koncertową wzbudza protest części mieszkańców Zielonej Góry. W 2024 nowy prezydent miasta Marcin Pabierowski zdecydował o modernizacji i zadaszeniu istniejącego amfiteatru. W konsultacjach z mieszkańcami została wybrana koncepcja zadaszenia. Po modernizacji amfiteatr będzie mógł pomieścić 3 tysiące widzów.